# Alférez mayor
Alférez mayor de una ciudad o una villa era el que llevaba la bandera o pendón de la tropa o milicia perteneciente a ella. 

## Descripción
El alférez mayor era el que alzaba el pendón real en las aclamaciones de los reyes y tenía voz y voto en los cabildos de los ayuntamientos con asiento preeminente y el privilegio de entrar en ellos con espada. Era reputada la dignidad de alférez como uno de los oficios mayores de la corona, entre los cuales el primero y más honrado es el de alférez, dice el rey don Alfonso el Sabio en sus Leyes de Partida. 

## En las Academias Militares de Venezuela
En Venezuela,  se le denomina “´Alférez” al estudiante (cadete) del último año de estudios en la escuela o academia militar correspondiente.
En cada promoción se designa al mejor estudiante, de manera integral, como Alférez Mayor, quien funge como “Reemplazante” de la Unidad en la cual se encuadra el Cuerpo de Cadetes (Batallón, Regimiento o Brigada de Cadetes). Como Alférez Mayor, se distingue con 3 estrellas plateadas sobre fondo azul turquí (el color del fondo varía de acuerdo con la Fuerza o Componente a la cual se adscribe la Academia – Ejército, Armada, Aviación Militar) colocadas de forma triangular en ambas mangas del uniforme, a unos cinco (5) centímetros por encima del codo.

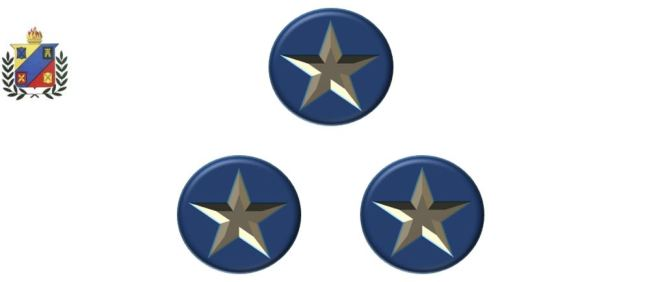